# Inge Rossbach
Inge Rossbach (* vor 1952) ist eine deutsche Schauspielerin und Regisseurin.
Rossbach besuchte die Schauspielschulen in Halle an der Saale und Berlin. 15 Jahre lang war sie an verschiedenen Bühnen tätig. 1967 zog sie nach Bad Kreuznach und gründete dort die Theatergruppe der Volkshochschule Bad Kreuznach, welche sie bis 2019 leitete. In dieser Zeit wurden über 250 Theaterstücke aufgeführt. Gastspiele führten das Amateurensemble auch nach England und in die französische Partnerstadt von Bad Kreuznach, Bourg-en-Bresse. Im Landesverband der Amateurtheater Rheinland-Pfalz war sie 40 Jahre lang tätig, weitere 22 Jahre wirkte sie im Bund Deutscher Amateur-Theater mit. Auf den Vorschlag von Ministerpräsident Kurt Beck wurde sie 2010 mit dem Bundesverdienstkreuz am Bande ausgezeichnet.